# Psaenythia santiaguina
Psaenythia santiaguina är en biart som beskrevs av Holmberg 1921. Psaenythia santiaguina ingår i släktet Psaenythia och familjen grävbin. Inga underarter finns listade i Catalogue of Life.